# Jaroslav Sýkora
Jaroslav Sýkora (* 13. dubna 1932) je bývalý český politik, v 90. letech 20. století poslanec České národní rady a Poslanecké sněmovny za Liberálně sociální unii, později za Českomoravskou unii středu.

## Biografie
Ve volbách v roce 1992 byl zvolen do České národní rady na kandidátní listině koalice LSU (volební obvod Středočeský kraj). Zasedal v zemědělském výboru a byl jeho místopředsedou.
Od vzniku samostatné České republiky v lednu 1993 byla ČNR transformována na Poslaneckou sněmovnu Parlamentu České republiky. V ní setrval do konce funkčního období, tedy do voleb v roce 1996. V prosinci 1994 přešel do klubu Českomoravské unie středu (ČMUS), který vznikl sloučením klubů LSU, ČMUS a Zemědělské strany, v němž od ledna 1995 působil dokonce jako jeho předseda.
V květnu 1995 informoval deník Telegraf, že poslanec Sýkora řídí společnost Ekoprodukt Semice, která ale fakticky nepůsobila v zemědělské produkci, jen pronajímala zařízení a polnosti. Sýkora odmítl, že by jeho podnikatelská aktivita byla v rozporu s postem v zemědělském výboru sněmovny.
V sněmovních volbách v roce 1996 neúspěšně kandidoval za ČMUS. Po volbách oznámil, že nevylučuje kandidaturu do senátu. V senátních volbách na podzim 1996 pak skutečně kandidoval za senátní obvod č. 43 - Pardubice jako nezávislý kandidát. Získal ale jen 4 % hlasů a nepostoupil do 2. kola. Profesně se uváděl jako zemědělský inženýr.